# Trościanka (rejon rożyszczeński)
Trościanka (ukr. Тростянка) – wieś na Ukrainie, w obwodzie wołyńskim, w rejonie rożyszczeńskim.
Pod koniec XIX w. wieś w powiecie łuckim, na południowy zachód od miasta Rożyszcze.

## Urodzeni
- Maria Berny